# Comté de Lake Grace
Le Comté de Lake Grace  est une zone d'administration locale au sud-est de l'Australie-Occidentale en Australie. Le comté est situé à environ 350 kilomètres à l'est-sud-est de Perth, la capitale de l'État.
Le centre administratif du comté est la ville de Lake Grace.
Le comté est divisé en un certain nombre de localités:
- Lake Grace
- Lake King
- Newdegate
- Varley

Le comté a 9 conseillers locaux et est divisé en 4 circonscriptions.